# Issouf Ilboudo
Issouf Ilboudo, né en 1996, est un coureur cycliste burkinabé.

## Biographie
En 2023, il est médaillé de bronze du championnat d'Afrique du contre-la-montre par équipes mixtes.

## Palmarès
- 2023
  -  Médaillé de bronze du championnat d'Afrique du contre-la-montre par équipes mixtes